# Armin Hase

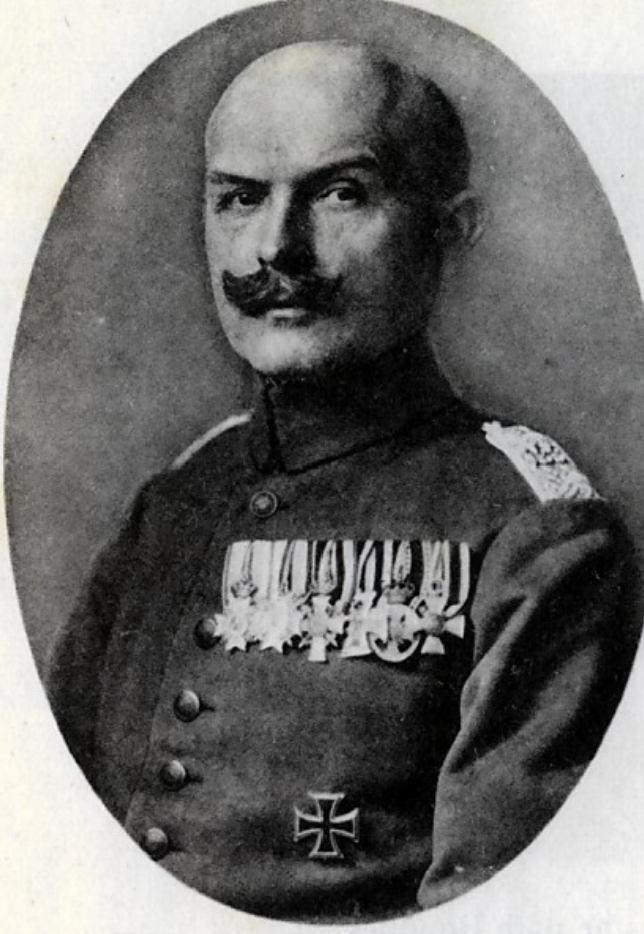
Arnim Hase

Ernst Armin Hase (* 22. April 1873 in Großhermsdorf; † nach 1938) war ein deutscher Heimatdichter des Erzgebirges.

## Leben
Als Pfarrerssohn wuchs er in Auligk gemeinsam mit zahlreichen Geschwistern auf. Er besuchte die Thomasschule zu Leipzig und war Mitglied des Thomanerchores. An der Universität Leipzig studierte er ab 1894 Rechtswissenschaften und wurde 1899 zur Thematik „Das gesetzliche Konkurrenzverbot für Handlungsgehilfen (§§ 60,61, 70, 72 Abs. 1 Ziff. 1 des Handelsgesetzbuches vom 10.V.1897)“ zum Dr. jur. promoviert. Ab 1902 wirkte er als Assessor und Amtsrichter in Schneeberg, 1911 wechselte er als Amtsgerichtsrat und Gerichtsvorstand nach Marienberg. 1917 folgte er einer Berufung als Amtsgerichtsrat nach Leipzig, wo er bis 1920 tätig war. 1921 wurde er Direktor des Amtsgerichts in Auerbach/Vogtl., das er bis in die NS-Zeit leitete. Hase trat 1938 in den Ruhestand ein. Er war Mitglied des Erzgebirgsvereins.
Er diente in der sächsischen Armee und wurde dann das Reserve-Infanterie-Regiment Nr. 133 der Reserve versetzt, wo er am 24. Januar 1908 zum Oberleutnant und am 25. April 1913 zum Hauptmann der Reserve befördert wurde. Nach Ausbruch des Ersten Weltkrieges wurde er an die Front geschickt und mit zahlreichen Auszeichnungen ausgezeichnet, nämlich dem Eisernen Kreuz, dem Sachsen-Meiningschen Ehrenkreuz für Verdienste im Krieg, dem Ritterkreuz I. Klasse des Albrechtsorden mit Schwertern und dem Ritterkreuz des Militär-St.-Heinrichs-Ordens. Letzteres konnte er sich als Kommandeur des III. Bataillons des Infanterie-Regiment Nr. 183 während der Herbstschlacht in der Champagne verdienen. Er wurde im Krieg noch zum Major der Reserve befördert.
Aufgrund seines Militärdienstes als Major verfasste er bereits 1922 die Geschichte seines Regimentes, dem 17. königlich-sächsischen Infanterie-Regiment Nr. 183. Dem folgte in den 1930er Jahren das Buch Mit Schippe und Schwert im Verlag Gerhard Stalling in Oldenburg. Daneben publizierte er mehrfach über das Erzgebirge und Vogtland, darunter 1918 Erlebte Gedichte und 1928 Der Fiedeler vom Goldkindstein. Über Die Bedeutung und die Aufgaben des Skisportes für die deutschen Mittelgebirge, insbesondere das Erzgebirge schrieb er im Glückauf!-Heft des Jahrgangs 33 (1913), S. 2–7. 1933 veröffentlichte er Mit Schippe und Schwert.
Daneben beschäftigte er sich intensiv mit Ahnenforschung und publizierte u. a. zum Stammbaum der Familie Hase bzw. Hasenstammbaum und zum Stammbaum der Familie nach Johannes Beyer, Marienberg 1913.